# ヴァルス (音響効果)
株式会社ヴァルス（英称：VALSE inc.）は、東京都港区新橋に本社を置く音響効果・スポーツDJ・MAスタジオ業務を行う会社である。

## 沿革
2013年12月、株式会社ヴァルス設立。プロジェクト80から派生。
2024年3月25日 新橋エンタービル9Fにオフィス移転。

## 所属スタッフ
- 東藤雅人
- 清水康義
- 猪股敏昭
- 角千明
- 横川優子
- 渡辺徹
- 北山景太郎
- 油家雪絵
- 小林千寿
- 桔梗大輔
- 大野あゆみ
- 岩永愛貴
- 市原貴広
- 沼波良子
- 交野優奈
- 橋枝理紗子
- 立石澪奈
- 木村夢花
- 金子実央
- 三林健人
- 淺井虎太朗
- 関根友雅
- 花宮香蓮
- 御代希
- 宮田航汰

## 主な担当番組
太字：現在放送中の番組。※特に記述がない場合はフジテレビで放送。

### 報道・情報
レギュラー番組
- めざましテレビ（FNS系列全国ネット　2013年12月5日 -）
- Live News it!（FNS系列全国ネット　2019年4月1日 -）
- FNN Live News α（FNS系列全国ネット　2019年4月1日 -）
- 日曜報道 THE PRIME（FNS系列全国ネット　2019年4月7日 -）
- プレミアの巣窟(FNS系列関東ローカル 2016年4月11日-)
- みんなでSDGs(BSフジ 2024年4月4日-2025年3月27日)
- めざましテレビ アクア（FNS系列一部ネット　2014年3月31日 -2018年3月30日）
- プライムニュース イブニング（FNS系列全国ネット　2018年4月2日 -2019年3月29日）
- みんなのニュース（FNS系列全国ネット　2015年3月30日 -2018年3月30日）
- FNNプライムニュース α（FNS系列全国ネット　2018年4月2日 -2019年3月30日）
- THE NEWS α pick（FNS系列全国ネット　2017年10月2日 -2018年4月1日）
- THE NEWS α（FNS系列全国ネット　2017年10月2日 -2018年3月30日）
- 報道プライムサンデー（FNS系列全国ネット　2018年4月7日 -2019年3月31日）
- 新報道2001（FNS系列全国ネット　2013年12月8日 -2018年4月1日）
- ユアタイム クイック（FNS系列全国ネット　2016年10月3日 -2017年10月1日）
- ユアタイム〜あなたの時間〜（FNS系列全国ネット　2016年4月4日 -2017年9月29日）
- めざにゅ〜（FNS系列一部ネット　2013年12月5日 - 2014年3月28日）
- FNNスーパーニュース（FNS系列全国ネット　2013年12月5日 -2015年3月29日）
- ニュースJAPAN（FNS系列全国ネット　2013年12月5日 -2015年3月29日）
- こんやのニュース（FNS系列全国ネット　2015年3月30日 -2016年10月2日）
- あしたのニュース（FNS系列全国ネット　2015年3月30日 -2016年4月1日）
- FNN NEWS Pick Up・あすの天気（FNS系列全国ネット　2014年4月1日 -2015年3月29日）
- 四季彩キッチン(FNS系列関東ローカル)

スペシャル番組
- FNN報道特別番組今年のニュース決定版!〜すべては、あの日、始まった〜（FNS系列全国ネット　2013年12月）

### スポーツ
レギュラー番組
- すぽると!（FNS系列全国ネット 2024年3月31日 - ）
- MONDAY FOOTBALL みんなのJ(FNS系列一部ネット 2024年4月1日-)
- World Baseballエンタテイメント たまッチ!（FNS系列全国ネット 2013年12月30日 - ）
- スワローズキッズアカデミー(FNS系列関東ローカル 2013年12月8日 -)
- Volleyball Channel(BSフジ)
- フィギュアスケートTV!(BSフジ)
- BSスーパーKEIBA(BSフジ)
- プロ野球ニュース(CSフジテレビONE)
- F1GPニュース(CSフジテレビONE/NEXT)
- すぽると! on TVer（TVer 2024年3月28日 - 2025年3月31日）
- S-PARK（FNS系列全国ネット 2018年4月1日 - 2024年3月30日）
- スポーツLIFE HERO'S（FNS系列全国ネット 2016年4月2日 -2018年3月31日）
- すぽると!（FNS系列全国ネット 2013年12月5日 - 2016年4月1日）
- ダイヤモンドグローブ(FNS系列関東ローカル - 2018年2月10日)
- NO LIMIT(FNS系列関東ローカル-2018年3月31日)
- 蹴旅〜サカたび〜(FNS系列全国ネット - 2018年3月25日)
- MONDAY FOOTBALL R（FNS系列一部ネット 2014年4月14日 -2015年3月）
- COLLEGE×SPORT(FNS系列一部ネット　-2015年3月)
- SPORT GOLD(FNS系列一部ネット 2015年4月-2016年3月)
- ブンデスリーガ中継(CSフジテレビONE/TWO/NEXT)
- お台場バドミントン学園(BSフジ)
- attest ～WEEKLY GOLF NEWS～(BSフジ)

スペシャル番組
- ダイヤモンドグローブスペシャル・ボクシング中継 村田諒太VSデイブ・ピーターソン戦/WBC世界フライ級タイトルマッチ八重樫東VSエドガル・ソーサ戦（FNS系列全国ネット 2013年12月6日）
- たまッチ!PRESENTS プロ野球珍プレー好プレー大賞2013 伝説のナレーション完全復活 いつ見るの?いまでしょ!SP〜（FNS系列一部ネット 2013年12月29日）
- ジャンクSPORTSスペシャル（FNS系列全国ネット 2014年1月25日、土曜プレミアム枠）
- 第38回日本大相撲トーナメント（FNS系列全国ネット 2014年2月9日）
- ダイヤモンドグローブスペシャル・ボクシング中継 村田諒太VSカルロス・ナシメント戦（FNS系列全国ネット 2014年2月22日）
- World Baseballエンタテイメント たまッチ!36（FNS系列一部ネット 2014年4月13日）
- ダイヤモンドグローブスペシャル・ボクシング中継 村田諒太VSヘスス・アンヘル・ネリオ戦（FNS系列全国ネット 2014年5月22日）
- World Baseballエンタテイメント たまッチ!37（FNS系列一部ネット　2014年7月27日）
- ダイヤモンドグローブスペシャル・ボクシング中継 村田諒太VSアドリアン・ルナ戦/WBC世界ライトフライ級タイトルマッチ井上尚哉VSサマートレック・ゴーキャットジム/WBC世界フライ級タイトルマッチ八重樫東VSローマン・ゴンサレス（FNS系列全国ネット 2014年9月5日）
- 第39回日本大相撲トーナメント（FNS系列全国ネット 2015年2月8日）

### バラエティ
レギュラー番組
- ニンゲン観察バラエティ モニタリング（TBS、ハイスタンダードJNN系列全国ネット 2013年12月12日 -）
- わんにゃん観察バラエティ アニマリング（TBS、ハイスタンダードJNN系列全国ネット 2024年4月18日 -）
- 世界くらべてみたら（TBS、ハイスタンダードJNN系列全国ネット 	2017年10月19日 -）
- ウワサのお客さま（FNS系列全国ネット NEXTEP 2019年10月25日 -）
- 要博士の異常な映画愛〜勝手にセリフ変えてみました〜（テレビ東京 2017年10月16日 -2017年12月18日）
- 超特急のふじびじスクール!（FNS系列関東ローカル 2016年4月3日 -2017年4月1日）

スペシャル番組
- M-1グランプリ（ABCテレビ 吉本興業 ウインズウイン ANN系列全国ネット）
- 超特急のふじびじスクール!（FNS系列関東ローカル、CSフジテレビTWO 2024年4月27日 - ）
- ぶっちゃけ告白TV!カミングアウト!2013 コレを言わずに年が越せるか!（ハイスタンダード、FNS系列全国ネット 2013年12月27日）
- ぶっちゃけ告白TV!カミングアウト! 結婚しなくても幸せな女たちSP（ハイスタンダード、FNS系列全国ネット 2014年3月26日）